# توم كلانسيز رينبو سكس: فيغاس 2
توم كلانسيز رينبو سكس: فيغاس 2 (بالإنجليزية: Tom Clancy's Rainbow Six: Vegas 2)‏ ، هي الجزء الثاني من سلسلة لعبة توم كلانسيز رينبو سكس: فيغاس ، صدرت في الأسواق بتاريخ 18 مارس سنة 2008م ، وتعمل لمنصات انظمة التشغيل كل من إكس بوكس 360 وبلاي ستيشن 3 ومايكروسوفت ويندوز ، وهي من نشر شركة يوبي سوفت الفرنسية.